# Lynn Family Stadium
El Lynn Family Stadium es un estadio de fútbol en Louisville, Kentucky, Estados Unidos. Es sede del Louisville City FC de la USL Championship desde 2020 y será también sede del equipo de fútbol femenino Racing Louisville FC de la National Women's Soccer League en 2021. Tiene capacidad para 11.700 espectadores, y es posible expandirlo a 15.304 espectadores.

## Derechos del nombre
El 5 de agosto de 2019, Louisville City FC anunció que el estadio se llamaría Lynn Family Stadium por el Dr. Mark y Cindy Lynn, quienes habían comprado los derechos de nombre de diez años por una cantidad no revelada. El Dr. Lynn, un optometrista, es propietario de la franquicia en el área de Louisville del minorista óptico nacional Visionworks, anteriormente conocido como Dr. Bizer's Vision World. Los Lynn también habían donado a la Universidad de Louisville para la construcción de un estadio de fútbol universitario llamado Dr. Mark & Cindy Lynn Stadium, que se inauguró en 2014 y fue diseñado por el propietario fundador del Louisville City FC, Wayne Estopinal.

## Diseño
En su configuración inicial, el estadio tiene 11.700 asientos, un área Premier con 250 asientos, y 18 suites de lujo. La capacidad total del estadio es de 15.304 espectadores con un área segura para estar de pie y será ampliada a 20.000 con construcción adicional. Las gradas se encuentran en tres lados del campo, el lado abierto da al oeste hacia los puentes céntricos del Río Ohio; este lado tiene también un Jumbotrón de 12.2 por 22.1 m, una de ocho pantallas digitales en el estadio. El campo de juego está hecho de pasto bermuda cultivado en Indiana y está mantenido con un calefactor subterráneo. HOK diseñó el estadio inspirándose en otros locales, incluyendo PayPal Park en San José, California, Rio Tinto Stadium en Sandy, Utah, y Little Caesars Arena en Detroit. El estadio está administrado por AEG Facilities.